# 交響曲第12番 (モーツァルト)
交響曲第12番 ト長調 K. 110 (75b) は、ヴォルフガング・アマデウス・モーツァルトが作曲した交響曲。

## 概要
1回目のイタリア旅行から帰った直後、ザルツブルクで1771年7月頃に作曲を開始した。楽譜の表紙にあるモーツァルトの名前には「Cavaliere（騎士）」と肩書が付けられているが、これはイタリア旅行の最中にモーツァルトがローマ教皇から黄金の拍車章の騎士位を授与されたことに由来している。

## 楽器編成
オーボエ2（フルート持ち替え）、ファゴット2、ホルン2、ヴァイオリン2部、ヴィオラ、チェロ、コントラバス

## 構成
全4楽章の構成で、演奏時間は約17分。第2楽章にカノン風な形式が見られるが、これはイタリア旅行でカノンの様式を学び、影響を受けたためといわれる。これに続く第3楽章と第4楽章にもイタリア旅行の影響が如実に現れている。
- 第1楽章 アレグロ
ト長調、4分の3拍子、ソナタ形式。
- 第2楽章 アンダンテ
ハ長調、4分の2拍子、ソナタ形式。
- 第3楽章 メヌエット - トリオ
ト長調、4分の3拍子、複合三部形式。
- 第4楽章 アレグロ
ト長調、4分の2拍子、ロンド形式。